# David Buss
David M. Buss (ur. 14 kwietnia 1953) – amerykański profesor psychologii, zajmujący się psychologią ewolucyjną. Autor licznych publikacji i książek z zakresu psychologii ewolucyjnej.
Absolwent Uniwersytetu w Berkeley. Wieloletni profesor University of Texas at Austin.

## Tłumaczenia prac na język polski
- Ewolucja pożądania. Jak ludzie dobierają się w pary, wyd I Gdańsk 2000, GWP, s.288, ISBN 83-85416-53-6 (Evolution of Desire. Strategies of Human Miting 1994)
- Psychologia ewolucyjna. Jak wytłumaczyć społeczne zachowania człowieka? Najnowsze koncepcje. Gdańsk 2001, GWP, s.464, ISBN 83-87957-41-0, (Evolutionary Psychology: the New science of the Mind 1999)
- Zazdrość - niebezpieczna namiętność. Dlaczego zazdrość jest nierozłączna z miłością i seksem. Gdańsk 2002, GWP, s.240,ISBN 83-87957-77-1 (The Dangerous Passion. Why Jealousy is as Necessary as Love and Sex 2000).
- Morderca za ścianą. Skąd w naszym umyśle biorą się mordercze skłonności, Sopot 2007, GWP, s.304 ISBN 978-83-7489-002-1 (Murderer Next Door. Why Our Mind Is Designed to Kill 2005)
- (z Cindy M. Meston) Dlaczego kobiety uprawiają seks. Motywacje seksualne - od przygody po zemstę, Sopot 2010, Wydawnictwo Smak Słowa, ISBN 978-83-928234-7-6